# 彼得鮑恩巴赫河
47°45′56″N 11°32′26″E / 47.76548°N 11.54051°E

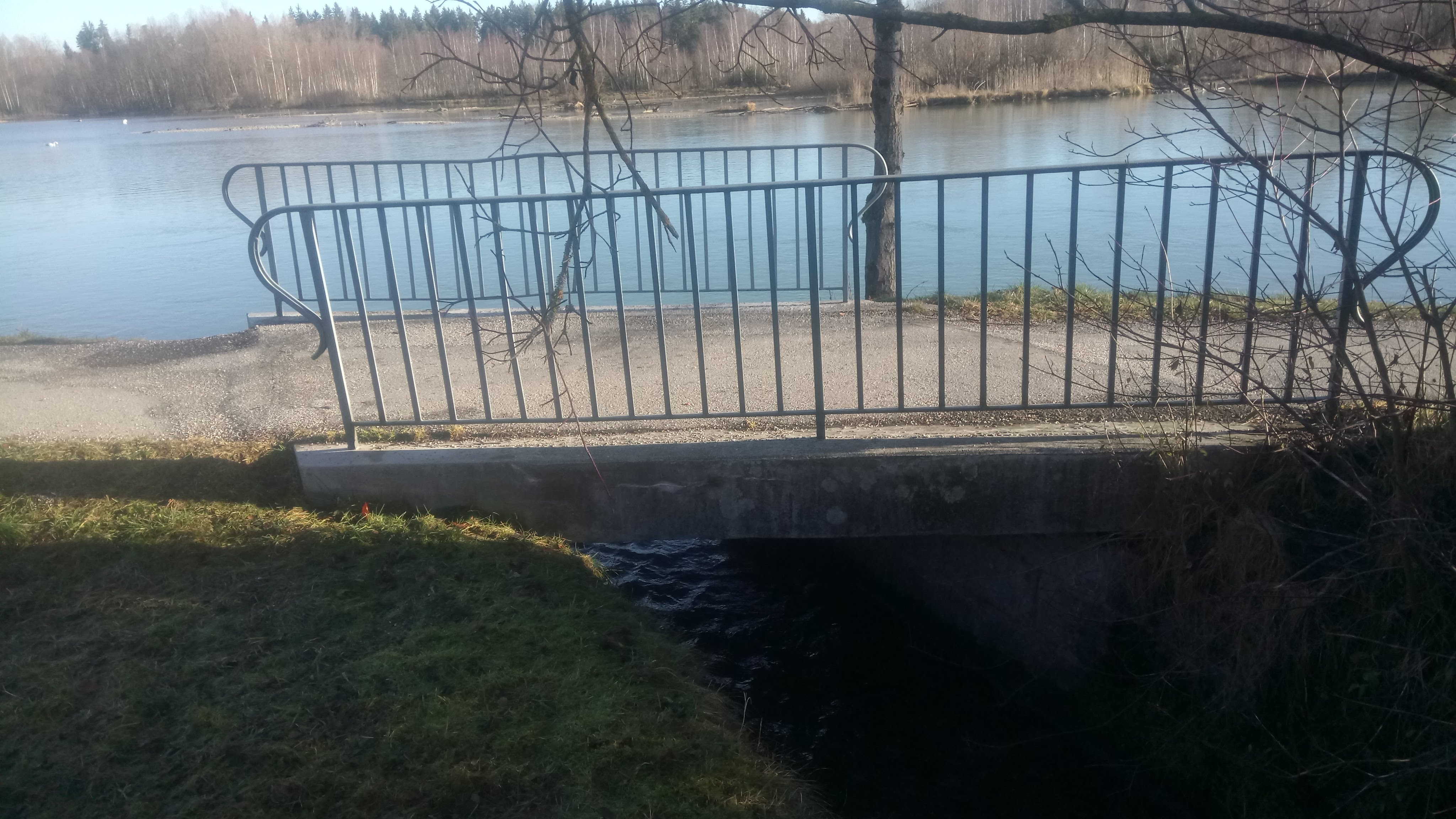

彼得鮑恩巴赫河是德國的河流，位於該國東南部，由巴伐利亞負責管轄，屬於伊薩爾河的左支流，河道全長1.7公里，流經巴特特爾茨-沃爾夫拉茨豪森縣。